# فريدي بورغ
فريدي بورغ (بالسويدية: Freddy Borg) مواليد 27 نوفمبر 1983 في السويد، هو لاعب كرة قدم سويدي. يلعب كمهاجم.

## المسيرة الاحترافية

### أندية لعب لها
- نادي مالمو
- هانزا روستوك
- ألمانيا آخن

## روابط خارجية
- فريدي بورغ على موقع اتحاد السويد (السويدية)
- فريدي بورغ على موقع قاعدة بيانات كرة القدم.إي يو (الإنجليزية)
- فريدي بورغ على موقع بيانات كرة القدم. دي إي (الألمانية)
- فريدي بورغ على موقع Soccerway.com (الإنجليزية)
- فريدي بورغ على موقع عالم كرة القدم.نت (الإنجليزية)